# Cristoforo Caresana
Pour la ville du Piémont, voir Caresana.
Cristofaro Caresana (Venise, vers 1640 - Naples, 1709) est un compositeur, organiste et ténor italien de la période baroque.

## Biographie
Après avoir étudié à Venise avec Pietro Andrea Ziani, Caresana vient s'établir à Naples dès l'âge de 16 ans, où il entra d'abord dans la compagnie théâtrale des Febiarmonici, qui organisaient les premiers melodrami dans la ville, pour devenir ensuite, à partir de 1667, organiste de la Real Cappela et directeur du conservatoire de Sant'Onofrio jusqu'en 1690.
En 1699, il succéda à Francesco Provenzale comme maestro del Tesoro di San Gennaro, continuant à écrire de la musique pour les autres institutions napolitaines presque jusqu'à sa mort.
Malgré l'invite formulée par Guido Pannain dans son livre Le origini della Scuola Musicale di Napoli (« Les origines de l'école musicale de Naples »), daté de 1918, Caresana n'avait jamais fait l'objet d'une étude, ni d'une nouvelle audition de ses œuvres.

## Œuvres
- Sonata a 8
- La Caccia del Toro a 5 voci e strumenti
- La Tarantella a 5
- La Pastorale a 5 voci e strumenti
- La Vittoria dell' Infante a 6 voci e strumenti
- Cantate de Noël Per la nascita del Verbo
- Dixit Dominus
- Missa a 8 voci e strumenti exultet orbis gaudiis
- Hymne, Pangamus Nerio debita cantica

## Sources
1. ↑  Dinko Fabris Music in seventeenth-century Naples: Francesco Provenzale (1624-1704) 2007 p97 « Provenzale's colleague Cristoforo Caresana left at least one Missa defunctorum for double choir and instruments ... Auctore Christoforo Caresana 1667' (Di Giacomo 1918, 41). »